# パンプキンスパイス

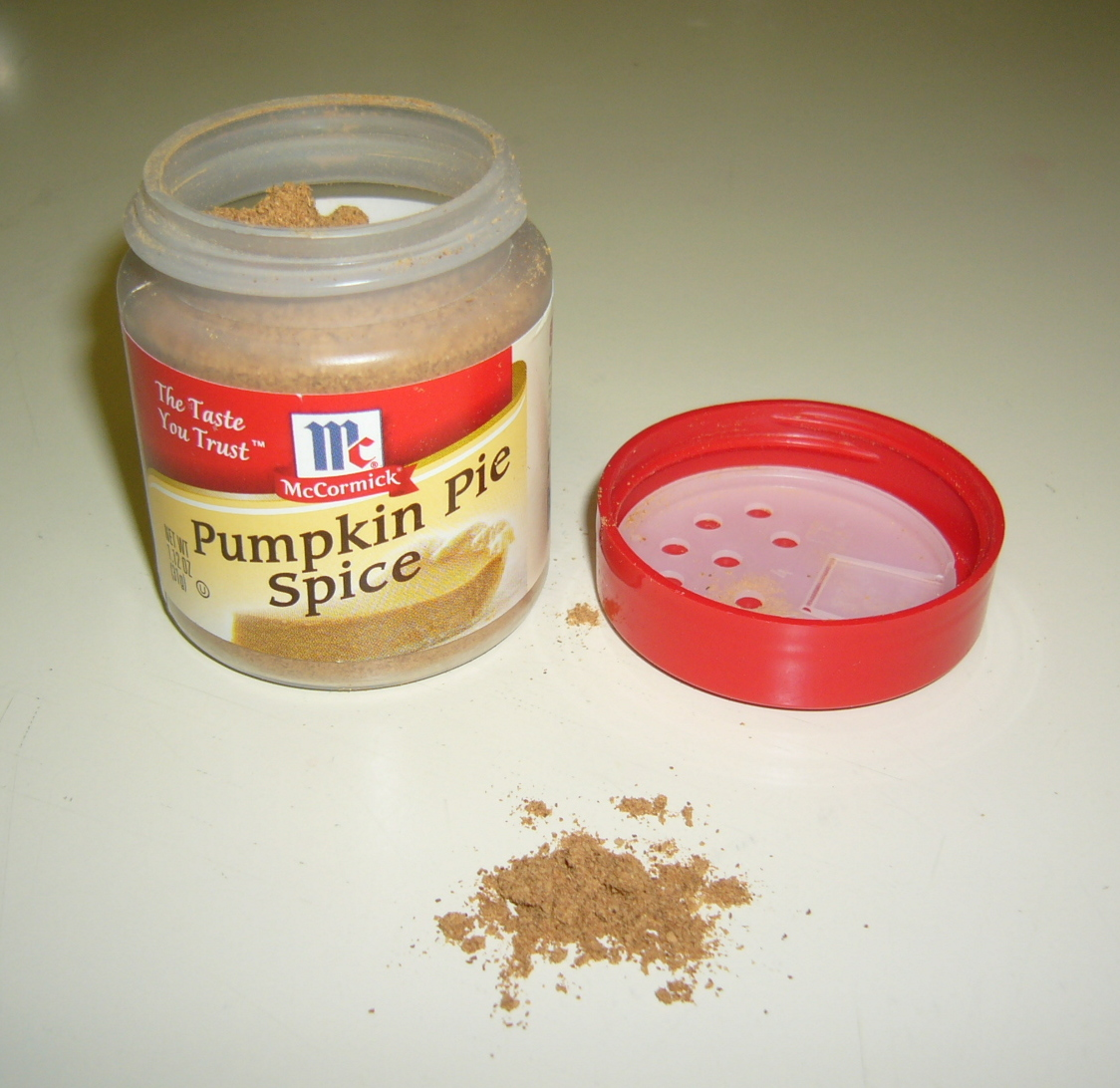
パンプキンスパイスが入った容器

パンプキンスパイス (英語: pumpkin spice) はアメリカ合衆国で通常、パンプキンパイの風味付けに使用されるスパイスミックスである。パンプキンパイスパイス (英語: pumpkin pie spice) と呼ばれることもある。カボチャ（パンプキン）は入っていない。粉末のシナモン、ナツメグ、ショウガ、クローブが入っており、オールスパイスも入ることがある。アメリカの食卓ではハロウィンの時期などによく使われる「秋の代表的なフレーバー」として使われている。
2016年時点では、パンプキンスパイスは毎年5億ドルほどを売り上げている。スターバックスのパンプキンスパイスラテはこの味である。

## 起源

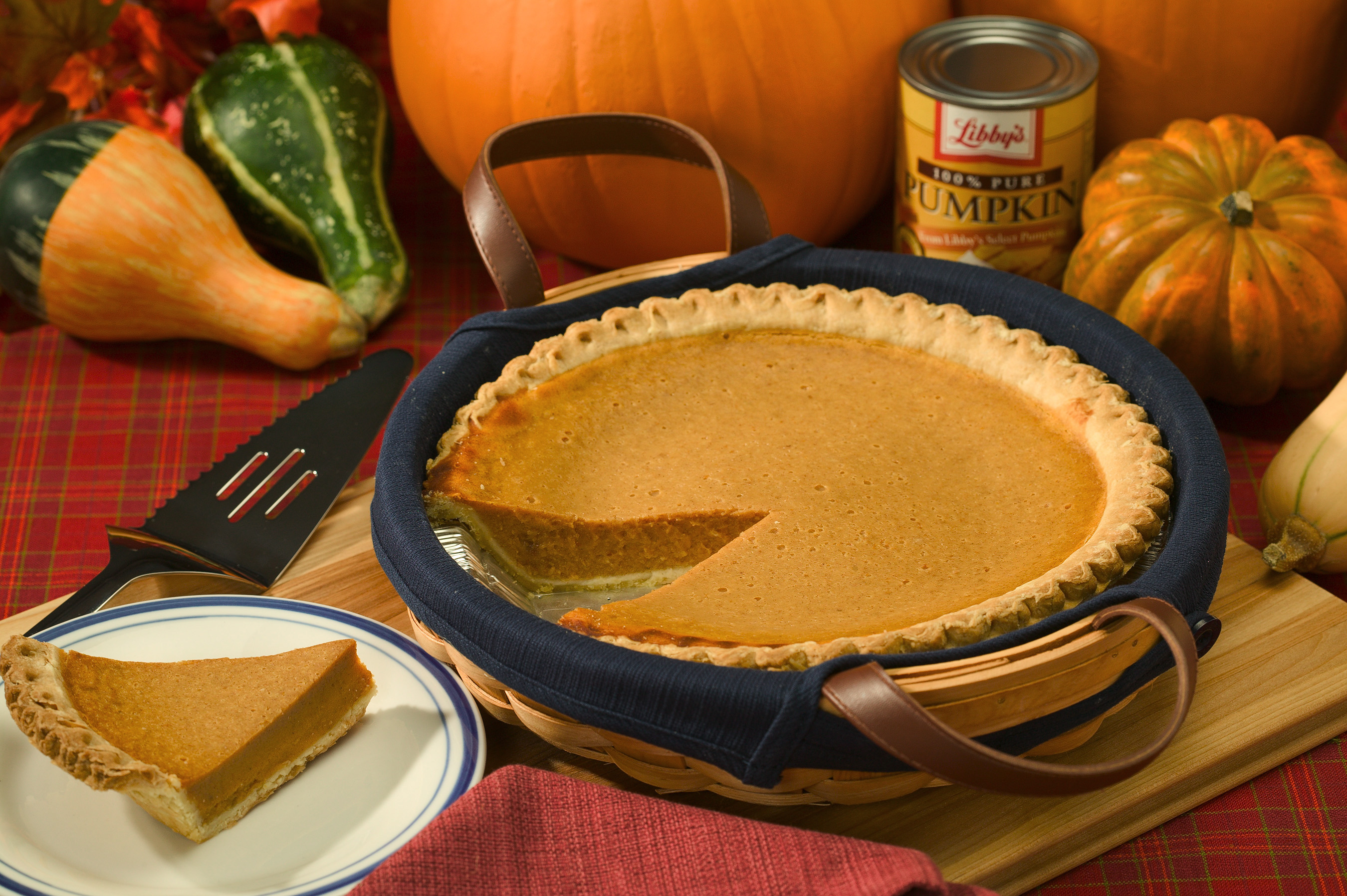
パンプキンパイ

現在のパンプキンスパイスと似たようなメース、ナツメグ、ショウガが入ったスパイスミックスが必要なレシピである「ポンプキン」("Pompkin") が1796年、現在知られている中では最初に刊行されたアメリカの料理本であるアメリア・シモンズのAmerican Cookeryに掲載されている。パンプキンスパイスは1890年代の料理本でも言及されている。ブレンド済みの商業的なパンプキンスパイスはマコーミック&カンパニーが1934年に売り出した。

## パンプキンパイ以外への応用

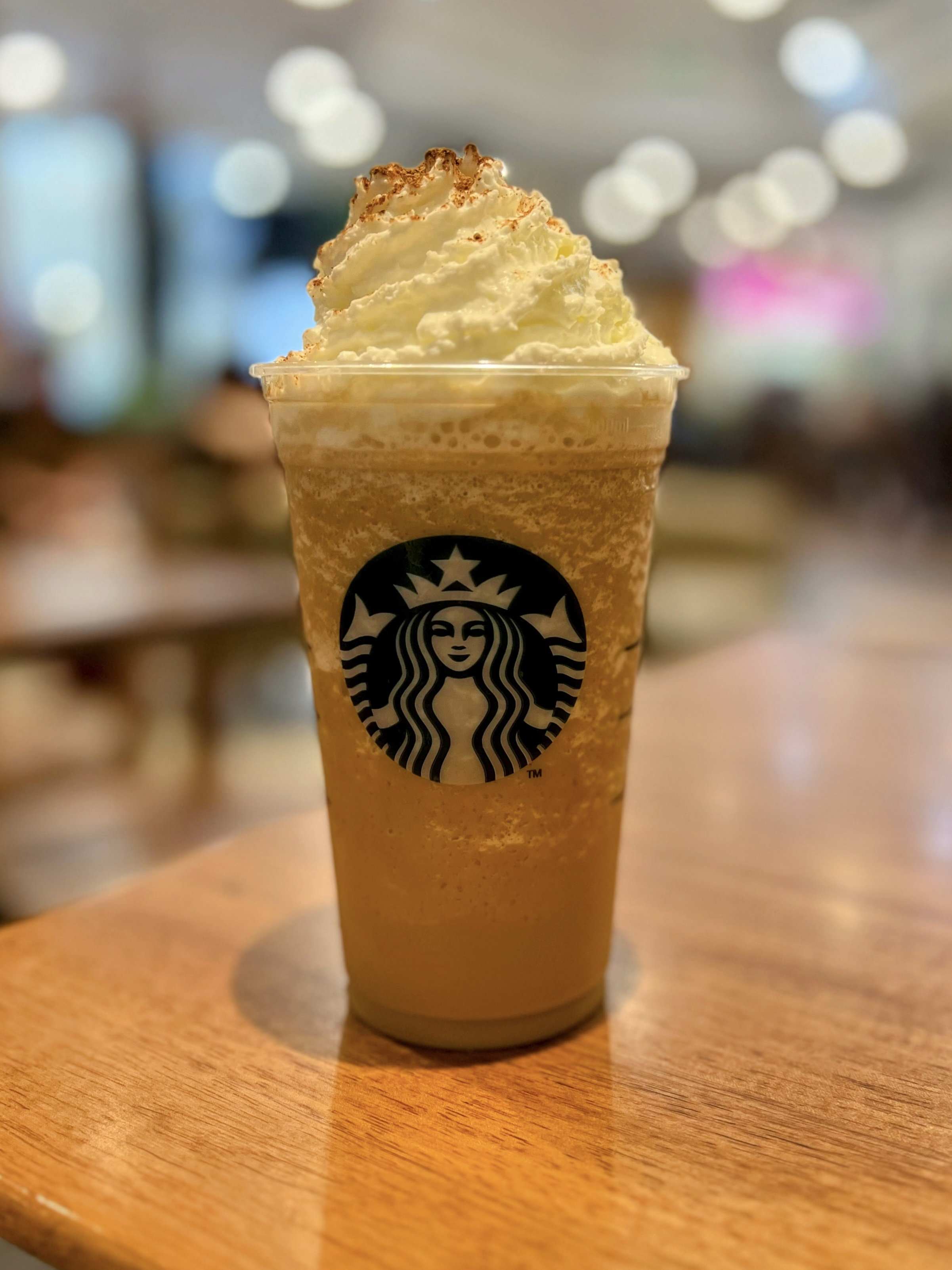
スターバックスのパンプキンスパイスラテフラペチーノ

2003年10月のインディアナ州ラファイエットの地元紙の報道によると、J・L・ハフォード・コーヒー・アンド・ティー・カンパニーが3年前にパンプキンスパイスラテを初めて発売したという。アメリカのコーヒーチェーンであるスターバックスがパンプキンスパイスラテを2003年1月に開発し、冬季の飲み物メニューに加えた。スターバックス社のディレクターのひとりであるピーター・デュークスは、「開発者は、[自分たちが開発した]パンプキンフレーバーには何か特別なものがあると気付いていたんです。とくにその頃は、何もカボチャ関係のものがなかったので」と語っている。スターバックス社はカボチャとスパイスの比率を変えたりしてさまざまな組み合わせを試し、最終的にはカボチャが入らないレシピに決定した。2004年10月に導入され、チェーンの「新しい」ドリンクとして宣伝された。2004年12月2日、The News Tribuneが11月のスターバックスの記録的な売り上げについて報道し、パンプキンスパイスラテの人気をその一因としてあげた。2015年にスターバックス社はパンプキンスパイスラテの製法を大きく変更し、カボチャを加えて不評であったカラメル色素添加物を使わない作り方に変更した。
2019年9月23日より、秋の限定フレーバーとしてホーメル社はパンプキンスパイスで味付けしたスパムであるパンプキンスパイススパムを販売した。ホーメル社は2017年に既に冗談としてパンプキンスパイススパムの話題をフェイスブックでとりあげていた。
日清食品は2021年のハロウィンシーズンにパンプキンスパイス味のカップヌードルを発売した。
2023年9月、俳優でジンのブランドであるアビエーションのオーナーのひとりであるライアン・レイノルズは、ネグローニカクテルの宣伝キャンペーンの一環として、秋になるとあまりにもパンプキンスパイスが何にでも使われることに苦情を述べるYouTube広告を制作した。

## イギリスのミックストスパイス

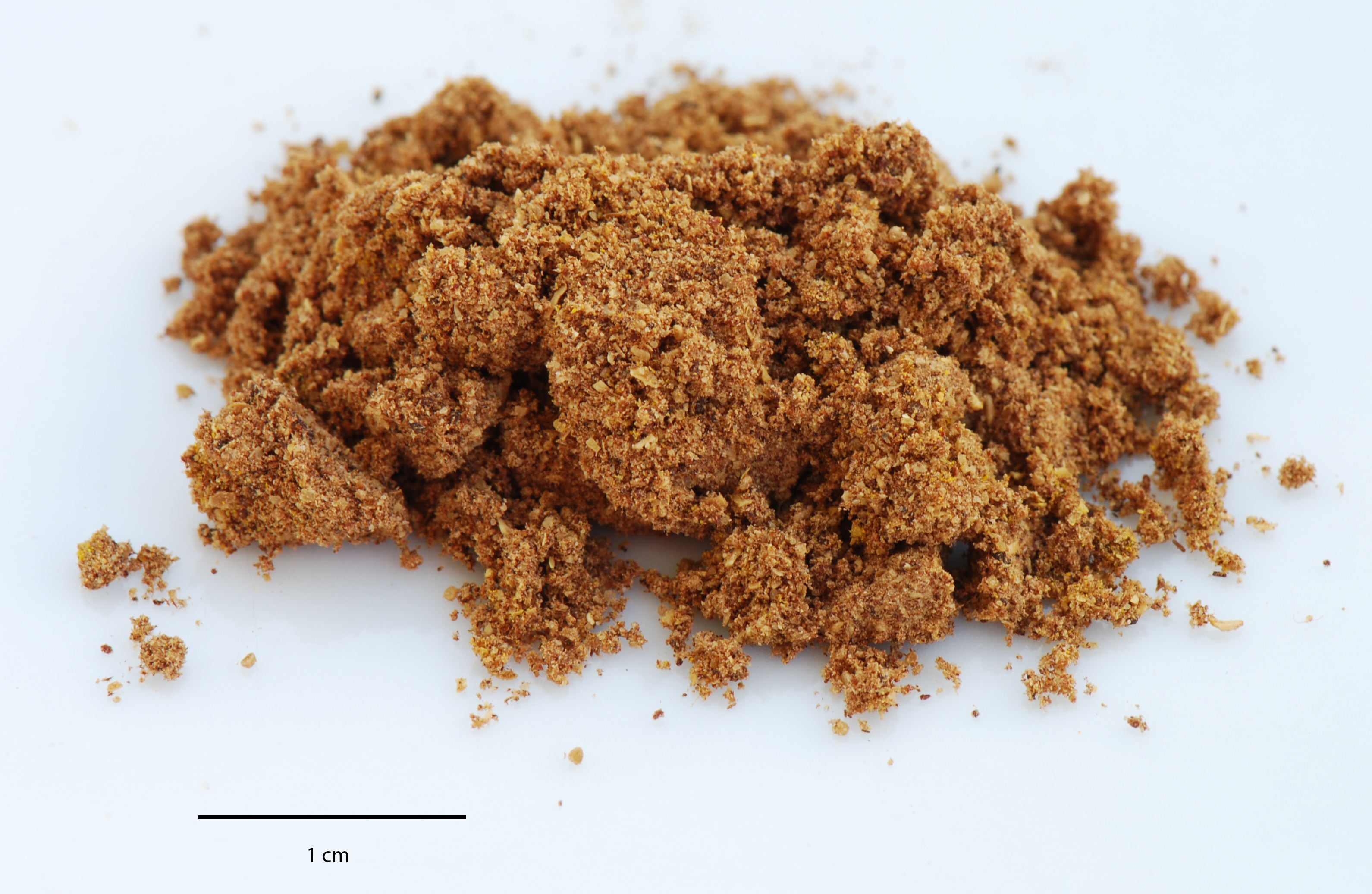
イギリスで売られているミックストスパイス

イギリスにはミックストスパイス (英語: Mixed spice) あるいはプディングスパイス (英語: pudding spice) というパンプキンスパイスに似たスパイスミックスがあり、ほぼ同じようなスパイスが入っている。カルダモンやコリアンダーが入ることもある。かつてはカイエンペッパーも入っていた。「ミックストスパイス」という言葉は少なくとも1828年にはこの種のスパイスブレンドを指す言葉として料理本で使われていた。